# Wulfila inconspicuus
Wulfila inconspicuus là một loài nhện trong họ Anyphaenidae.
Loài này thuộc chi Wulfila. Wulfila inconspicuus được Alexander Petrunkevitch miêu tả năm 1930.